# Привільненська сільська територіальна громада (Рівненська область)
Привільненська сільська громада — територіальна громада України, в Дубенському районі Рівненської області. Адміністративний центр — село Привільне.
Площа громади — 67,98 км², населення — 3022 мешканці (2018).
Утворена 29 січня 2016 року шляхом об'єднання Молодавської і Привільненської сільських рад Дубенського району. 30 червня 2019 року до складу ОТГ увійшла Іваннівська сільська рада, а 25 жовтня 2020 року — Малосадівська сільська рада.
19 липня 2020 року, в результаті адміністративно-територіальної реформи та ліквідації  Дубенського (1939—2020) району, громада увійшла до складу новоутвореного Дубенського району.

## Населені пункти
До складу громади входять 16 сіл: Бортниця, Великі Сади, Дубрівка, Зелене, Іваннє, Кліщиха, Кривуха, Лебедянка, Малі Сади, Молодаво Друге, Молодаво Перше, Молодаво Третє, Панталія, Привільне, Придорожнє, Черешнівка.

## Економіка
Сума бюджету громади 2019 року складає понад 30 млн грн.
В рамках децентралізації громада отримала у розпорядження 585 гектарів земель запасу.
У планах громади — створення індустріального парку на площі 65 гектарів.

## Природно-заповідний фонд
У Малосадівському старостинному окрузі, на схід від села Великі Сади розташовані:
Олександрівка (заповідне урочище);
Олександрівка (пам'ятка природи).